# Parc des Sports
Parc des Sports este un stadion multifuncțional din Annecy, Franța. Este stadionul unde își desfășoară meciurile de pe teren propriu echipa FC Annecy. Capacitatea stadionului este de 15.660 de spectatori. De asemenea, a găzduit Campionatul Mondial de juniori din 1998 la atletism.